# Wytrzymałość zmęczeniowa
Wytrzymałość zmęczeniowa, granica zmęczenia lub wytrzymałość trwała na zmęczenie to najwyższy poziom cyklicznego naprężenia, który nie powoduje zniszczenia próbek poddanych badaniu do umownej, granicznej liczby cykli. Na wykresie zmęczeniowym granica zmęczenia uwidacznia się w postaci części poziomej.
Jedynie materiały żelazne, stopy tytanu oraz czysty węgiel wykazują efekt granicy zmęczenia. Jednak w przypadku tych materiałów efekt ten może zostać zniwelowany przez działanie środowiska korozyjnego lub zmiennej amplitudy. Inne materiały nie wykazują efektu wytrzymałości trwałej.
W polskich normach granicę zmęczenia oznacza się literą Z.
Zależnie od rodzaju obciążenia dla którego wyznaczono wartość dodaje się odpowiednie indeksy:
- r – rozciąganie;
- c – ściskanie;
- g – zginanie;
- s – skręcanie;

Zależnie od rodzaju cyklu dla którego wyznaczono wartość dodaje się odpowiednie indeksy:
- o – cykl wahadłowy;
- j – cykl odzerowy, jednostronny;

W Polsce granicę zmęczenia podaje się jako amplitudę naprężenia przy 107 cykli. W wielu normach europejskich można się spotkać z granicą zmęczenia podawaną w postaci zakresu naprężenia przy 2×106 cykli.

## Instytucje zajmujące się zagadnieniem wytrzymałości zmęczeniowej
- Katedra Mechaniki i Podstaw Konstrukcji Maszyn-Politechnika Opolska
- Fraunhofer LBF Darmstadt